# خط ریلی پرسرعت بغداد-بصره

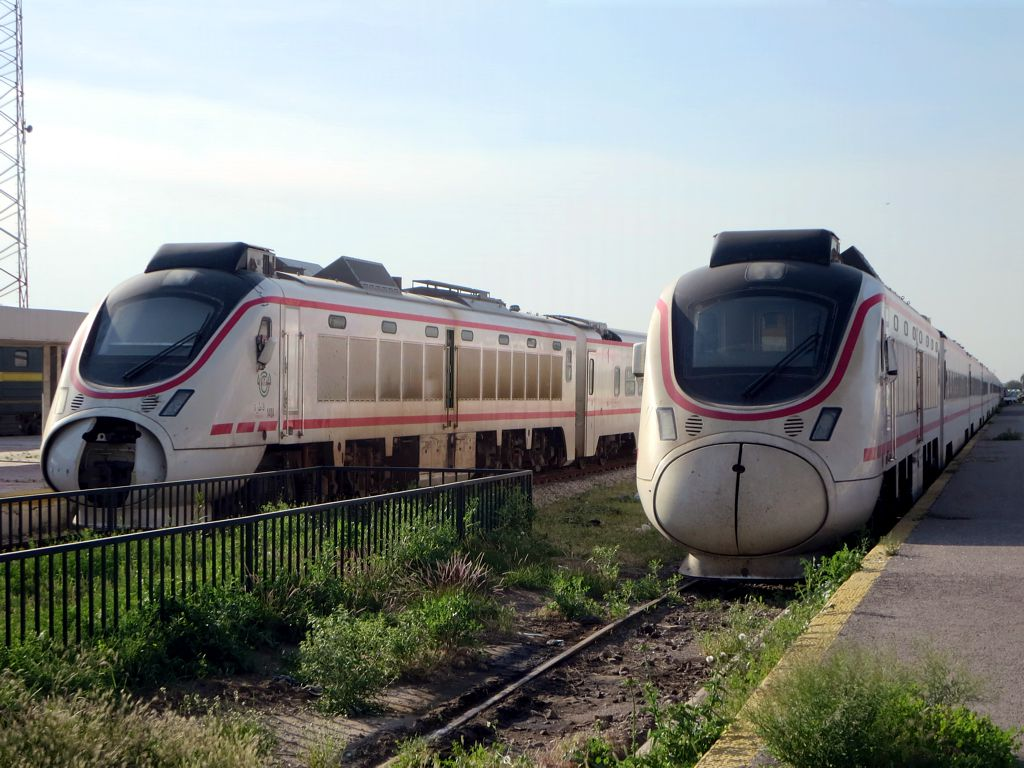
دو قطار این خط که توسط چین تامین شده اند.

خط ریلی بغداد - بصره یک خط ریلی است که از سال ۲۰۱۴ بین شهرهای بغداد و بصره در عراق فعالیت می کند. این خط تقریباً ۶۵۰ کیلومتر (۴۰۰ مایل) طول دارد و از شهرهای کربلا، مسیب، نجف و سماوه عبور می کند. این خط برنامه ریزی شده بود که سرعت بالایی داشته باشد و حداکثر سرعت ۲۵۰ کیلومتر در ساعت (۱۵۵ مایل در ساعت) را فراهم کند، اما با سرعت کمتری کار می کند. یک قطار در روز در هر مبدا حدود ۱۰ تا ۱۲ ساعت برای رسیدن به مقصد طول می کشد. هر دو قطار در شب حرکت می کنند. قطارها جدید هستند و ساخت چین هستند.
این خط برای اولین بار توسط تیری ماریانی، وزیر حمل و نقل فرانسوی، در نمایشگاه هوایی پاریس ۲۰۱۱ در ۲۴ ژوئن ۲۰۱۱ اعلام شد. وی گفت که شرکت فرانسوی آلستوم و دولت عراق یادداشت تفاهم در مورد قرارداد ساخت خط پیشنهادی امضا کرده اند. آلستوم به مدت یک سال با دولت عراق گفتگوهای انحصاری انجام خواهد داد. در طی اعلام این توافق، ماریانى همچنین گفت که قصد دارد به عراق سفر کند تا در اواخر سال درباره این پروژه گفتگو کند. به گفته یکی از سخنگویان آلستوم، این شرکت قصد داشت به دنبال قراردادی باشد که طراحی، ساخت و بهره برداری از خط را پوشش دهد.